# Campionati mondiali di sollevamento pesi 2023 - 109 kg maschile
Le gare di sollevamento pesi della categoria fino a 109 kg maschile — pesi massimi — dei campionati mondiali del 2023 si sono svolte il 16 settembre 2023 a Riad presso la Green Hall del Prince Faisal bin Fahad Olympic Complex.

## Programma
L'orario indicato corrisponde a quello saudita (UTC+03:00)
| Data              | Orario | Evento   |
| ----------------- | ------ | -------- |
| 16 settembre 2023 | 14:00  | Gruppo B |
| 16 settembre 2023 | 19:00  | Gruppo A |

## Medagliati
Per ciascun esercizio, i primi tre classificati sono i seguenti:
| Esercizio | Oro              | Oro    | Argento          | Argento | Bronzo           | Bronzo |
| --------- | ---------------- | ------ | ---------------- | ------- | ---------------- | ------ |
| Strappo   | Akbar Djuraev    | 189 kg | Hristo Hristov   | 181 kg  | Dadaş Dadaşbəyli | 180 kg |
| Slancio   | Ruslan Nurudinov | 227 kg | Akbar Djuraev    | 226 kg  | Dadaş Dadaşbəyli | 223 kg |
| Totale    | Akbar Djuraev    | 415 kg | Ruslan Nurudinov | 407 kg  | Dadaş Dadaşbəyli | 403 kg |

## Record
Prima di questa competizione, i record mondiali esistenti erano i seguenti:
| Record mondiale | Strappo | Yang Zhe          | 200 kg | Tashkent, Uzbekistan  | 24 aprile 2021  |
| Record mondiale | Slancio | Ruslan Nurudinov  | 241 kg | Tashkent, Uzbekistan  | 24 aprile 2021  |
| Record mondiale | Totale  | Simon Martirosyan | 435 kg | Aşgabat, Turkmenistan | 9 novembre 2018 |

## Risultati
| Pos. | Atleta                      | Gr. | Peso atleta | Strappo (kg) | Strappo (kg) | Strappo (kg) | Strappo (kg) | Slancio (kg) | Slancio (kg) | Slancio (kg) | Slancio (kg) | Totale   |
| Pos. | Atleta                      | Gr. | Peso atleta | 1            | 2            | 3            | Pos.         | 1            | 2            | 3            | Pos.         | Totale   |
| ---- | --------------------------- | --- | ----------- | ------------ | ------------ | ------------ | ------------ | ------------ | ------------ | ------------ | ------------ | -------- |
|      | Akbar Djuraev (UZB)         | A   | 108.84      | 182          | 189          | 189          |              | 220          | 226          | 231          |              | 415      |
|      | Ruslan Nurudinov (UZB)      | A   | 109.00      | 175          | 180          | 185          | 4            | 221          | 227          | 236          |              | 407      |
|      | Dadaş Dadaşbəyli (AZE)      | A   | 109.00      | 175          | 180          | 184          |              | 214          | 218          | 223          |              | 403      |
| 4    | Hristo Hristov (BGR)        | A   | 108.89      | 176          | 181          | 184          |              | 205          | 211          | 215          | 8            | 392      |
| 5    | Mehdi Karami (IRI)          | A   | 109.00      | 173          | 178          | 181          | 7            | 214          | 216          | 223          | 4            | 389      |
| 6    | Peyman Jan (IRI)            | A   | 108.64      | 170          | 174          | 178          | 6            | 211          | 219          | 220          | 7            | 385      |
| 7    | Zaza Lomtadze (GEO)         | A   | 108.78      | 160          | 160          | 165          | 13           | 205          | 214          | 220          | 5            | 379      |
| 8    | Óscar Garcés (COL)          | A   | 103.55      | 165          | 170          | 172          | 12           | 205          | 210          | 213          | 6            | 378      |
| 9    | Yeimar Mendoza (COL)        | A   | 102.48      | 166          | 166          | 170          | 10           | 202          | 207          | 211          | 9            | 377      |
| 10   | Josué Medina (MEX)          | B   | 108.85      | 165          | 165          | 170          | 11           | 200          | 206          | 206          | 11           | 371      |
| 11   | Wesley Kitts (USA)          | B   | 108.52      | 160          | 165          | 170          | 9            | 191          | 200          | —            | 13           | 370      |
| 12   | Dong Bing-cheng (TPE)       | B   | 108.82      | 160          | 165          | 169          | 15           | 200          | 200          | 206          | 10           | 366      |
| 13   | Bartłomiej Adamus (POL)     | B   | 102.08      | 160          | 160          | 166          | 16           | 200          | 206          | 207          | 12           | 360      |
| 14   | Sargis Martirosjan (AUT)    | B   | 109.00      | 165          | 170          | 171          | 8            | 180          | 187          | 191          | 18           | 351      |
| 15   | Arnas Šidiškis (LTU)        | B   | 108.93      | 150          | 155          | 159          | 17           | 180          | 185          | 190          | 15           | 344      |
| 16   | Josef Kolář (CZE)           | B   | 105.56      | 153          | 159          | 161          | 14           | 182          | 188          | 190          | 16           | 343      |
| 17   | Jackson Roberts-Young (AUS) | B   | 109.00      | 144          | 144          | 152          | 20           | 194          | 200          | 207          | 14           | 338      |
| 18   | Ali Al-Khazal (KSA)         | B   | 105.16      | 145          | 150          | —            | 19           | 175          | 181          | —            | 17           | 331      |
| 19   | António Vital e Silva (PRT) | B   | 107.21      | 150          | 156          | 156          | 18           | 180          | 188          | 191          | 19           | 330      |
| 20   | Sagar Bhandari (NEP)        | B   | 107.43      | 117          | 123          | 128          | 21           | 155          | 163          | 167          | 20           | 291      |
| —    | Salwan Jassim (IRQ)         | A   | 109.00      | 175          | 180          | 181          | 5            | 215          | 216          | 220          | —            | —        |
| —    | Giorgi Chkheidze (GEO)      | A   | ritirato    | ritirato     | ritirato     | ritirato     | ritirato     | ritirato     | ritirato     | ritirato     | ritirato     | ritirato |